# Арсаки (селище, Владимирська область)
Арсаки (рос. Арсаки) — селище у Александровському районі Владимирської області Російської Федерації.
Входить до складу муніципального утворення Следневське сільське поселення. Населення становить 960 осіб (2010).

## Історія
Населений пункт розташований на землях фіно-угорського народу мещери.
Від 10 квітня 1929 року належить до Александровського району. Спочатку у складі Івановської промислової області, а від 1944 року — Владимирської області.
Згідно із законом від 16 травня 2005 року входить до складу муніципального утворення Следневське сільське поселення.

## Населення
| 1926 | 2002  | 2010 |
| ---- | ----- | ---- |
| 32   | ↗1072 | ↘960 |